# Nationalpark von Amerikanisch-Samoa
Der Nationalpark von Amerikanisch-Samoa (englisch National Park of American Samoa, samoanisch Paka O Amerika Sāmoa) ist ein Nationalpark in den Vereinigten Staaten im amerikanischen Außengebiet von Amerikanisch-Samoa im südlichen Pazifik. Der Park ist über drei Inseln verteilt: Tutuila, Ofu und Taʻū.
Der Nationalpark umfasst Korallenriffe, tropische Regenwälder und weiße Sandstrände und ist beliebt zum Wandern, Schnorcheln und Tauchen. Das vorrangige Ziel des Parks ist allerdings der Schutz der einzigartigen Naturschätze Samoas. Zu den Tieren im Nationalpark gehören der Flughund, die Pazifikboa, Seeschildkröten, sowie fast 900 Arten von Fischen, über 200 Arten Korallen und mehr als 35 Vogelarten.
Nach der Bewilligung durch den US-Kongress am 31. Oktober 1988 übernahm der National Park Service die Verwaltung der Ländereien am 9. September 1993 von den lokalen Gemeindeverwaltungen für eine Pachtdauer von 50 Jahren. Dabei verteilen sich die gepachteten Flächen exakt zur Hälfte auf öffentlichen Grund der Gemeinde und private Grundstücke. Die Fläche des Nationalparks von 36,8 km² umfasst 25,5 km² an Land sowie 11,3 km² Wasserfläche. Im Jahr 2014 kamen 13.952 Besucher. Ein Großteil der Besucher beschränken sich auf den Bereich von Tutuila. Jedoch bieten alle Bereiche gute Möglichkeiten, die Naturschätze der Samoa-Inseln zu beobachten, an Land und unter Wasser.

## Besucher
Das Gebiet von Tutuila auf der größten Insel von Amerikanisch-Samoa ist mit dem Auto zugänglich. Es gibt zwei leichte Anfahrten. Von Pago Pago auf einer gepflasterten Straße in Richtung Fagasā beginnt auf dem Bergrücken (Fagasā Pass) bei einem kleinen Parkplatz ein beschilderter Wanderweg. Er verläuft entlang der Anhöhe oberhalb von Pago Pago bis zum Mount ʻAlava. Zum östlichen Teil des Parks kommt man über eine Hügelkette oberhalb der Nordseite von Pago Pago Harbor, von der Ortschaft Aūa in Richtung Āfono. Von Āfono nach Westen erreicht man auf einer gepflasterten Straße die Grenze des Parks oberhalb von Āfono Bay. Die Straße führt durch den Park zum Dorf Vatia. Hinter der Schule am westlichen Rand von Vatia beginnt ein Wanderweg in Richtung Pola Tai.
Das ehemalige Besucherzentrum des Parks mit einem Museum zur Kultur der Samoaner wurde im September 2009 bei einem Tsunami zerstört. Dabei gingen auch rund die Hälfte der Exponate verloren. Ein neues Besucherzentrum in Pago Pago ist an Werktagen geöffnet.
Zum Teilgebiet von Ofu kommt man mit einem kleinen Flugzeug von Tutuila. Übernachtungen sind am Flughafen von Ofu und in Asaga möglich.
Den Bereich von Ta‘ū erreicht man durch einen Flug von Tutuila nach Fiti‘uta auf Ta‘ū. Auf Ta‘ū gibt es Übernachtungsmöglichkeiten.

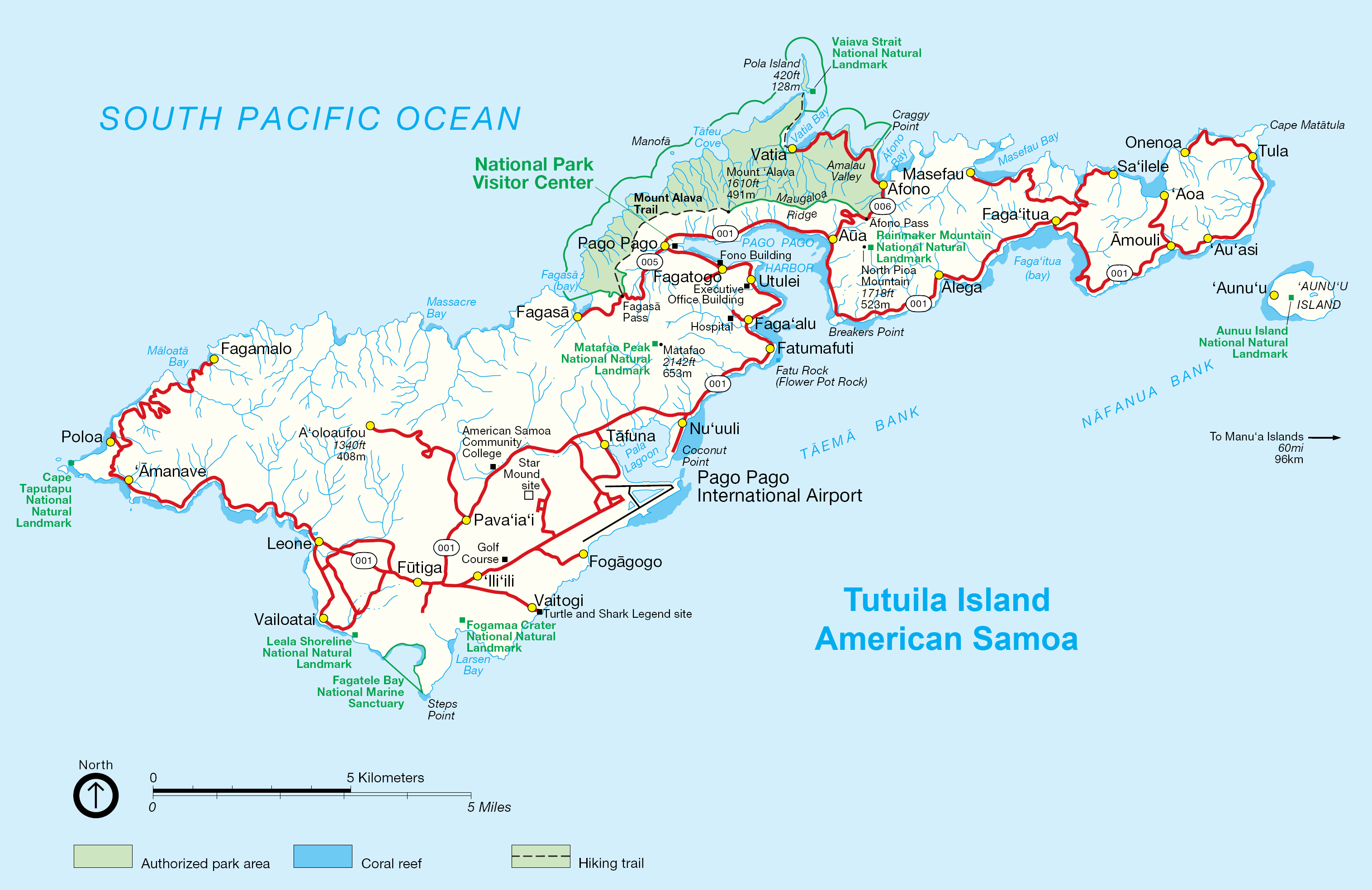
Tutuila
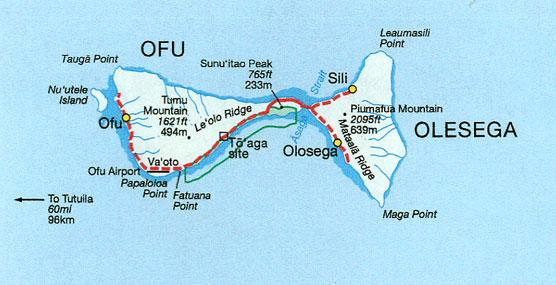
Ofu
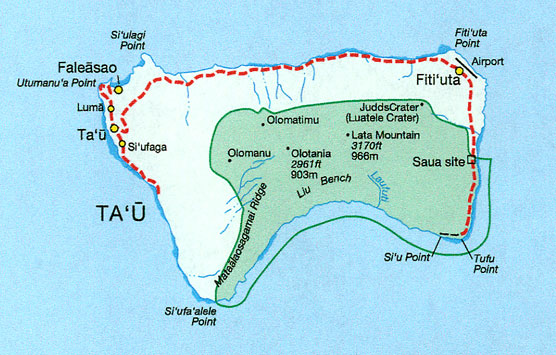
Ta‘ū